# Pilgerzeichen

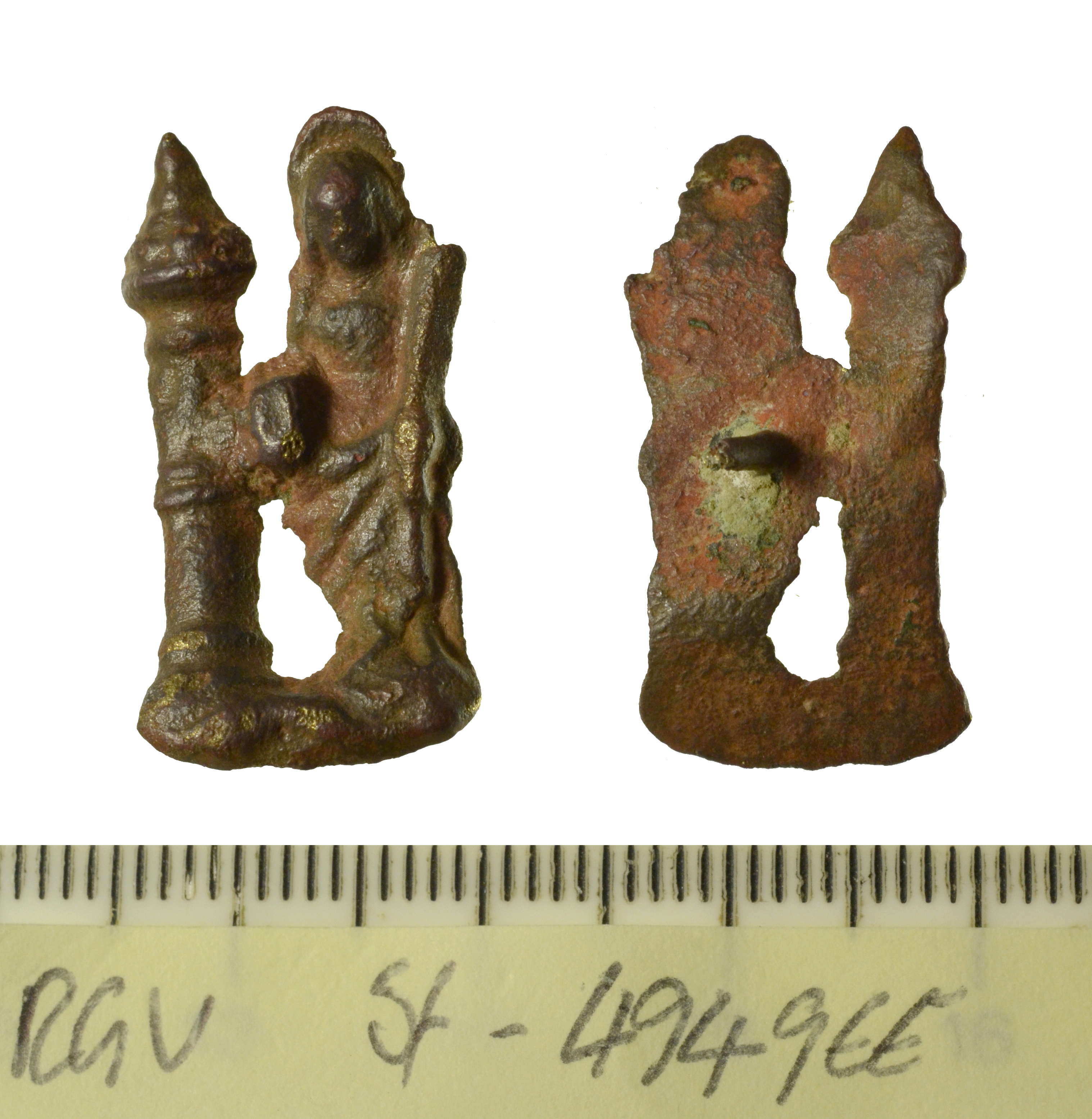
Schlichtes Pilgerzeichen, gefunden in Suffolk

Pilgerzeichen (auch als Pilgermarken bezeichnet) sind Abzeichen, meist in Form kleiner Plaketten, Medaillen oder Flachgüsse aus einer Blei-Zinn-Legierung, die vorwiegend im Mittelalter an Wallfahrtsorten verkauft und auf der Pilgerfahrt am Hut oder an der Kleidung getragen wurden.

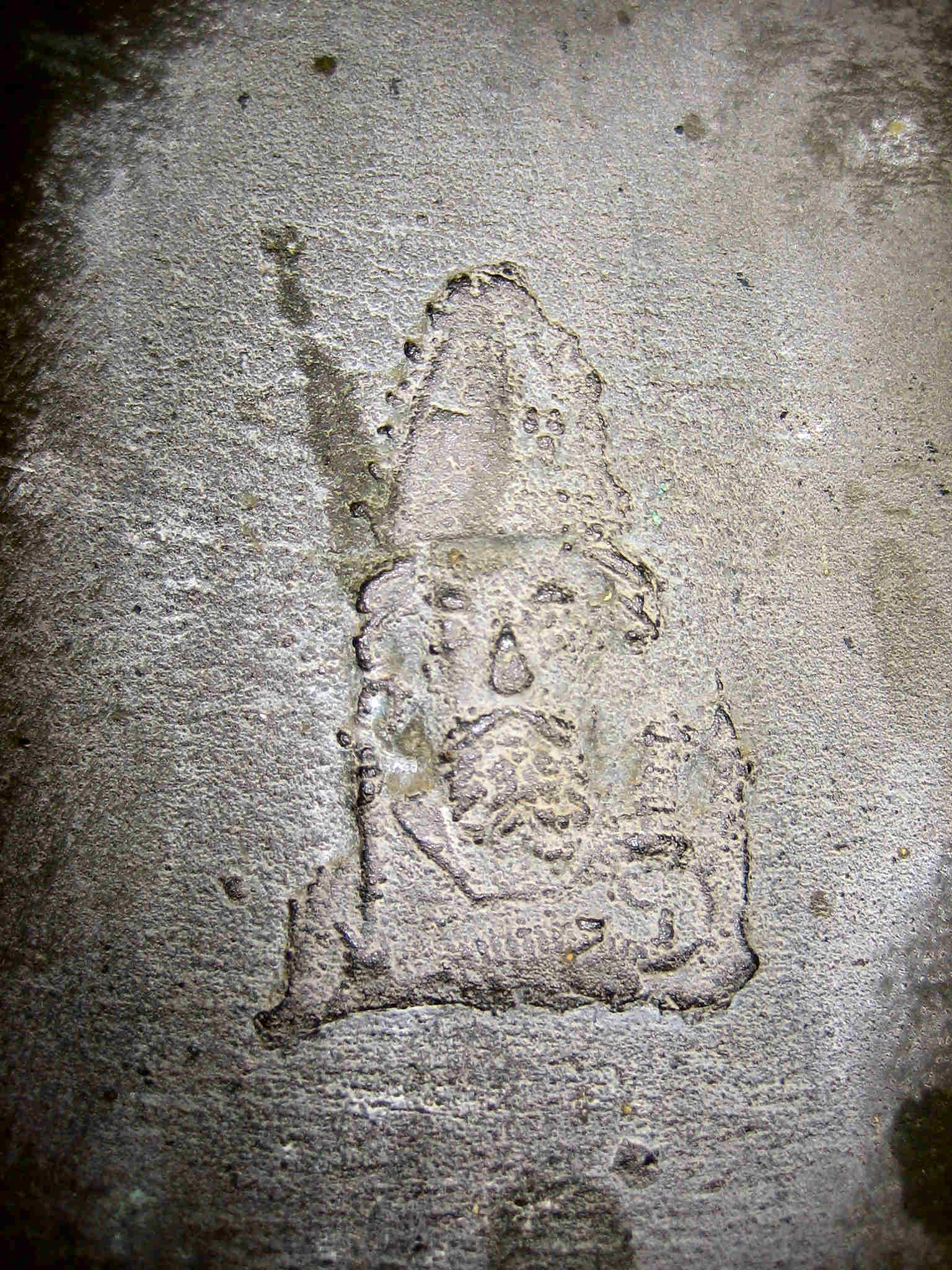
Pilgerzeichen auf einer Glocke der Dorfkirche in Protzen

## Aufkommen und Nutzung
Bereits die frühen Christen suchten besondere Orte, wie das Grab Christi oder Begräbnisstätten der Apostel auf, um dort zu beten. Diese Stätten lagen überwiegend im Heiligen Land oder in Rom und können als die ersten Wallfahrtsorte bezeichnet werden. Gegen Ende des Frühmittelalters breitete sich das Wallfahrtswesen dann massiv aus, so entwickelte sich ab etwa 900 n. Chr. eine rege Wallfahrt zum Grab des Heiligen Jakobus nach Santiago de Compostela. Ab dem 11. Jahrhundert kamen weitere Wallfahrtsorte in Mitteleuropa hinzu.
Bei den Pilgern entstand das Bedürfnis, eine Erinnerung an die Wallfahrt mitnehmen zu können; einerseits als Zeichen der Frömmigkeit, aber auch als Beleg, dass man tatsächlich an der heiligen Stätte gewesen war. Bereits früher hatte es den Brauch gegeben, Pilgerandenken vom Wallfahrtsort mitzunehmen, die in ihrer Bedeutung den späteren Pilgerzeichen ähnelten. Dies konnten Reliquien im engeren Sinne, Kontaktreliquien oder auch generell ortstypische Objekte der jeweiligen heiligen Stätte sein. Im Laufe des 12. Jahrhunderts bildete sich nun die Tradition aus, an den Wallfahrtsorten kleine Abzeichen auszugeben. Ein juristisch anerkannter Beweis für den Besuch an der Pilgerstätte waren die Pilgerzeichen jedoch nicht, zumal auch Fälschungen kursierten, also Marken eines Erinnerungsortes teilweise auch anderswo hergestellt und vertrieben wurden. In der Regel wurden die Stücke an die Pilger verkauft, zuweilen auch nach dem Pilgersegen ausgegeben.

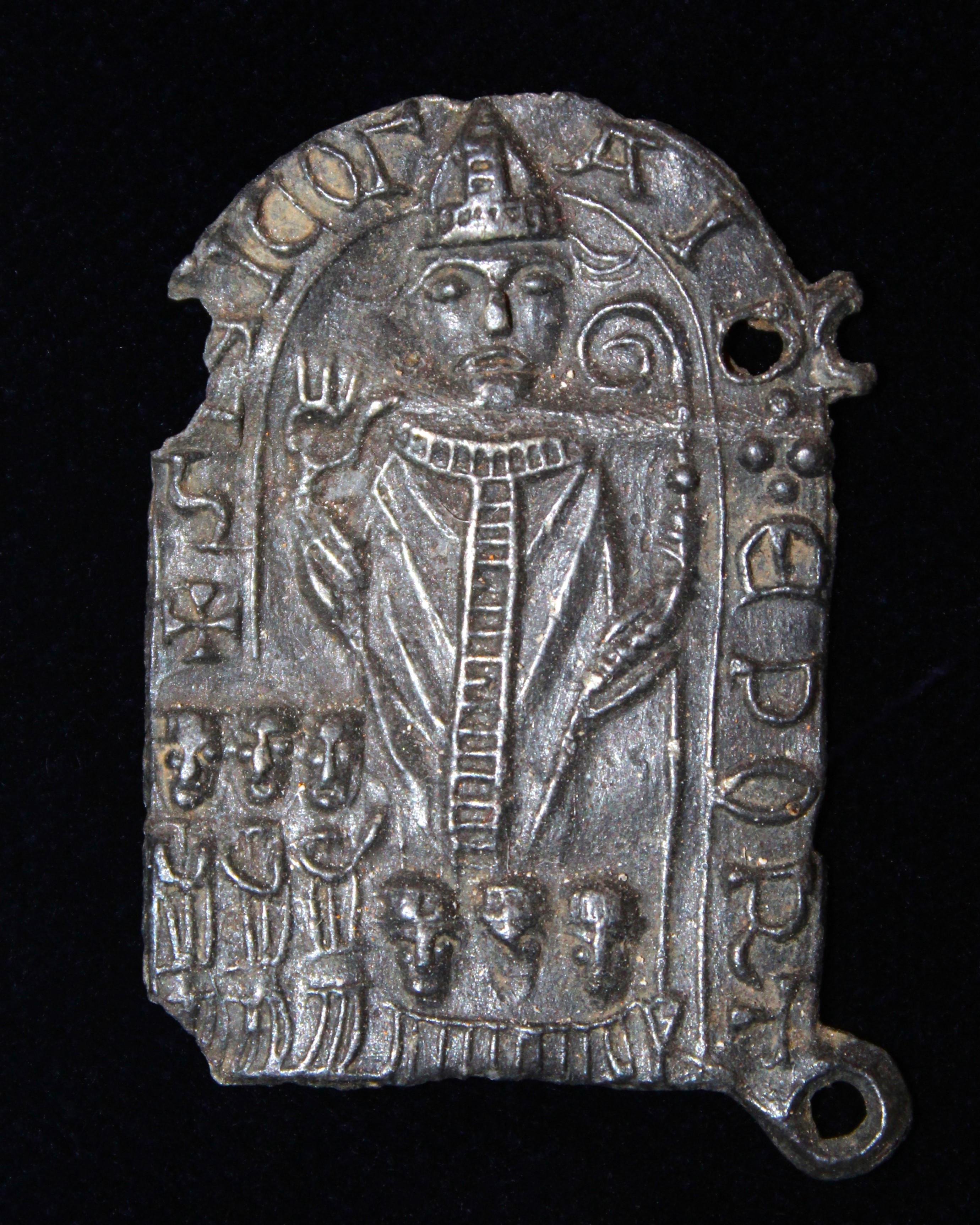
Pilgerzeichen des Heiligen Nikolaus, 13. Jahrhundert, gefunden in Plau am See

Die Pilgerzeichen bildeten entweder den Heiligen oder dessen Attribute ab, dort verehrte Reliquien oder das Heiligtum selbst. Das bekannteste Beispiel ist die Jakobsmuschel als Abzeichen für die Wallfahrt nach Santiago de Compostela (sogenannte Pilgermuschel). Weitere Beispiele sind Abbildungen von Petrus und Paulus für die Wallfahrt nach Rom oder der Heiligen Drei Könige für die Wallfahrt nach Köln. Neben ihrer Funktion als Erinnerungsstück wurde ihnen auch eine wundertätige Wirkung zugeschrieben, die unmittelbar mit dem verehrten Heiligen in Verbindung stand. Der Glaube an die heilkräftige Wirkung ging so weit, dass man das Pilgerzeichen zur Heilung auf einen erkrankten Körperteil auflegte. Ebenso gab man Kranken Wasser oder Wein zum Trinken, in die man das Abzeichen getaucht hatte. Die Medaillen galten auch als Amulette zur Abwehr des Bösen und wurden zu diesem Zweck im Haus oder Stall aufgehängt oder auf dem Feld vergraben. Daneben schützten sie den Träger bei seiner Reise, da Pilger unter besonderer religiöser Protektion standen und nicht angegriffen werden durften. Vor allem ab dem 14. Jahrhundert wurden Pilgerzeichen auch auf Kirchenglocken mit abgegossen. Dahinter stand der Glaube, dass sich die segensreiche Wirkung des Heiligen mit dem Glockenklang über das Land verbreiten sollte.

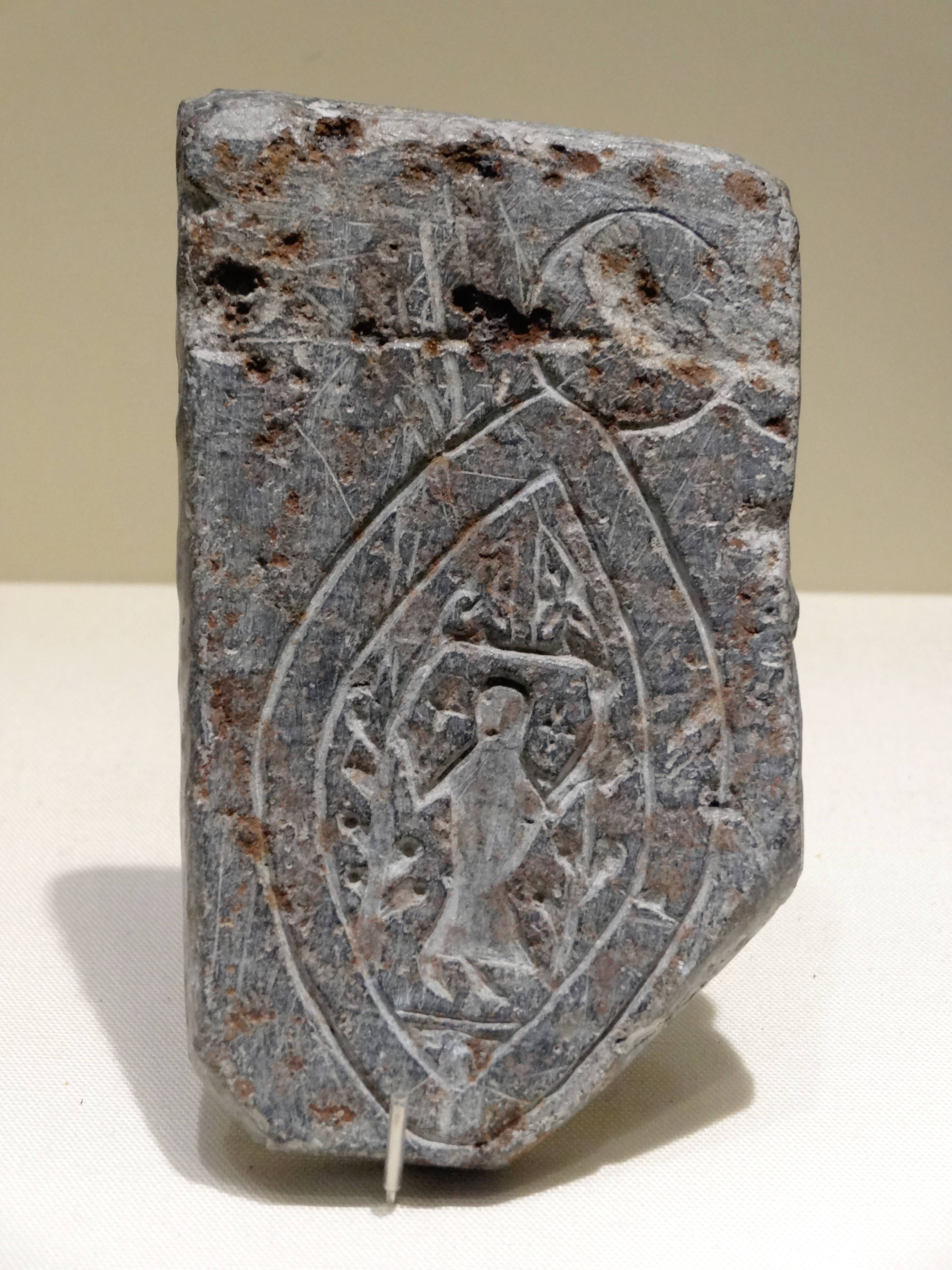
Steinform zum Gießen von Pilgerzeichen, gefunden im nordirischen Kloster Devenish

## Herstellung
Zweifellos waren Herstellung und Verkauf von Pilgerzeichen ein einträgliches Geschäft, das wesentlich zum Reichtum einiger Wallfahrtsorte beitrug. Üblicherweise handelt es sich beim Material um eine Blei-Zinn-Legierung, es gab aber auch kostbarere Varianten aus edleren Metallen wie Silber oder Gold. Charakteristisch sind kleine Ösen an den Rändern, mit denen die Objekte an der Kleidung oder der Kopfbedeckung des Pilgers befestigt werden konnten. Anfangs sind die Objekte als Flachguss, meist mit glatter Rückseite ausgeführt, im Verlauf des 14. Jahrhunderts werden sie filigraner und sind oft durchbrochen (Gitterguss). An manchen Orten wurden sie farbig bemalt, wie aus Darstellungen auf Gemälden und einzelnen erhaltenen Stücken (beispielsweise einem rot bemalten in Wilsnack) hervorgeht. Die Größe der Zeichen schwankt um ein Maß von etwa 4 × 4 cm, nur selten sind sie wesentlich größer.
Neben den Pilgerzeichen aus Zinn/Blei wurden vereinzelt auch andere Materialien verwendet: Relativ weit verbreitet war beispielsweise die Nutzung von Jakobsmuscheln als Pilgerzeichen (Pilgermuschel), da die Muschel als Attribut des Apostels und Heiligen Jakobus des Älteren, des Schutzpatrons der Pilger, galt. Besonders typisch waren die Muscheln als Pilgerzeichen für eine Wallfahrt nach Santiago de Compostela, wo sich mit dem Grab des Heiligen Jakobus eine wichtige Pilgerstätte befand. Eine den Pilgermarken vergleichbare Rolle spielten auch die Pilgerhörner, wie sie in Aachen verteilt wurden, und die Wallfahrtsspiegel. Um 1490 tauchen für kurze Zeit in Metallblech geprägte Abzeichen auf.

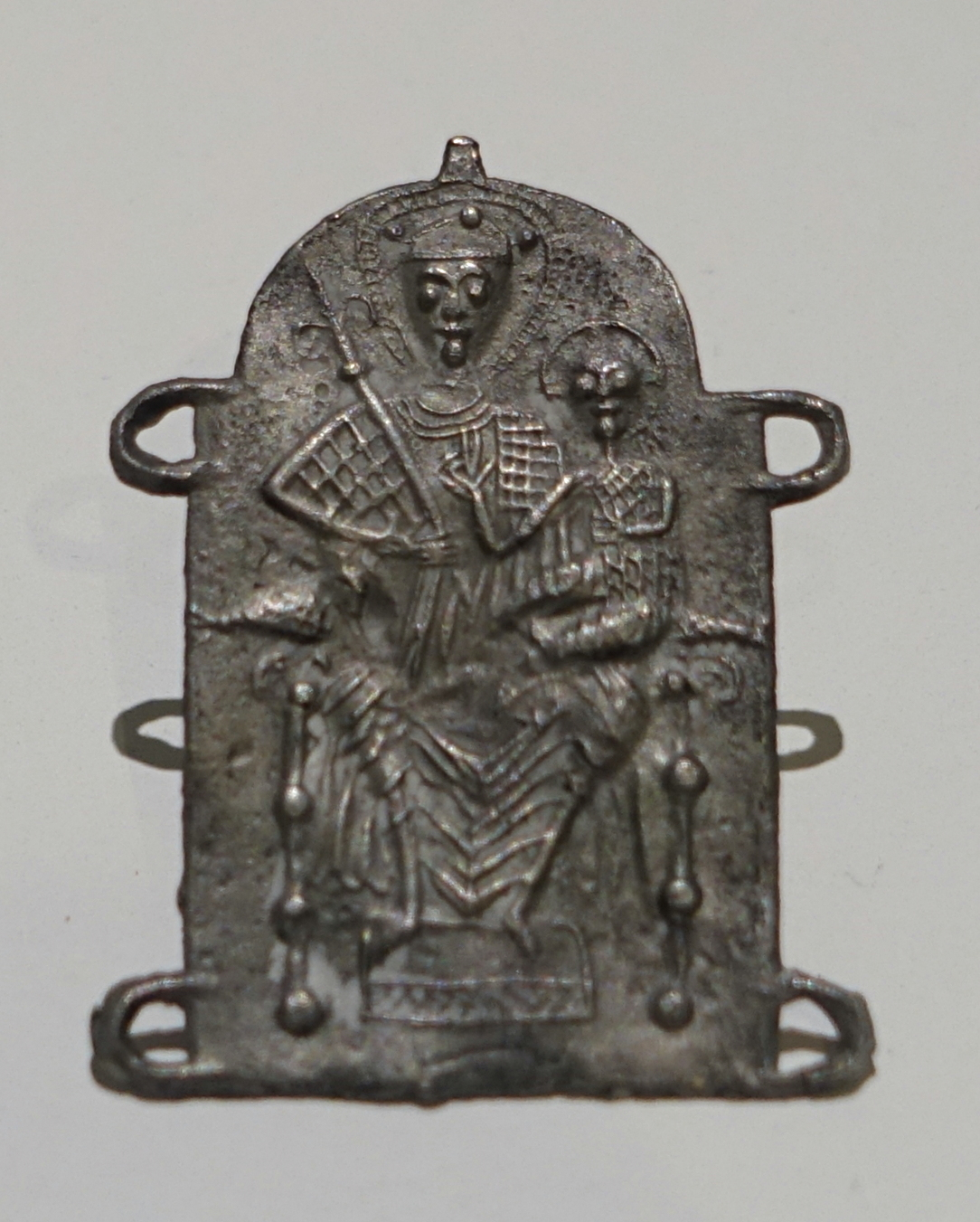
Pilgerzeichen aus Zinn und Blei, gefunden am Hagenmarkt in Braunschweig
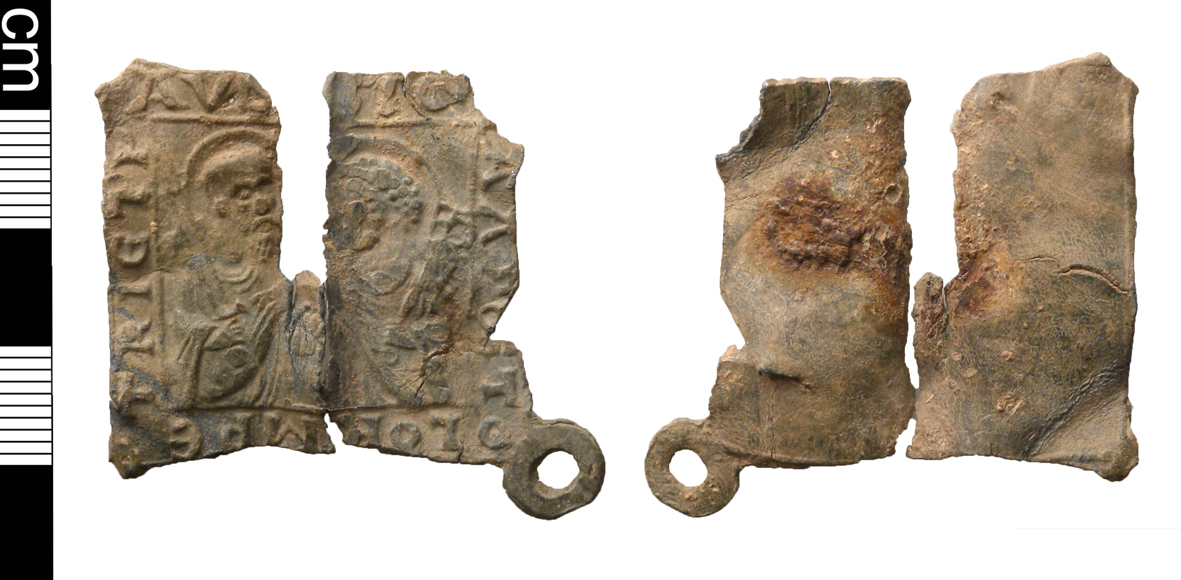
Plattenförmiges Pilgerzeichen aus Blei, Darstellung der Apostel Petrus und Paulus
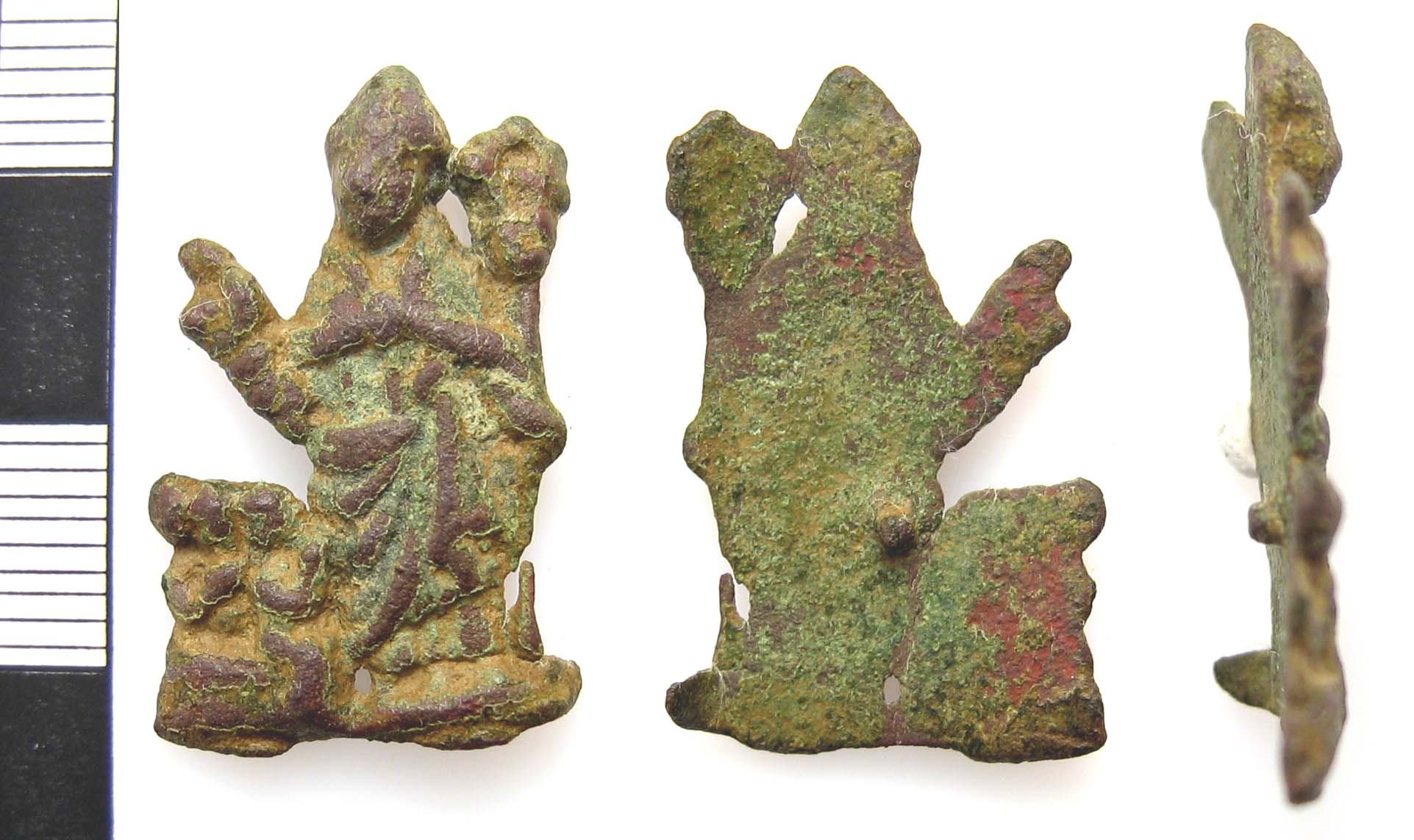
Pilgerzeichen aus einer Kupferlegierung, vermutlich den Heiligen Thomas Becket darstellend
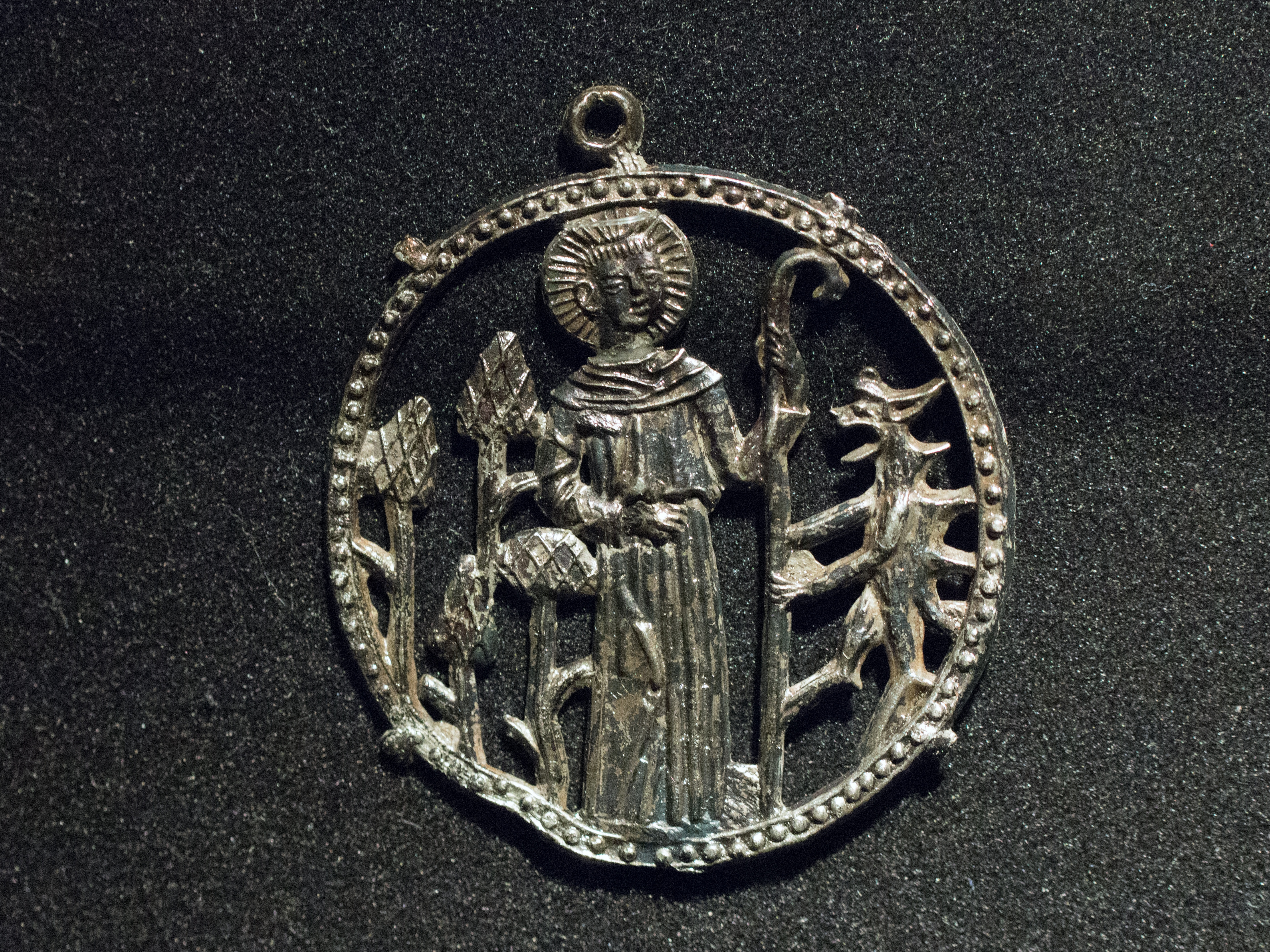
Pilgerzeichen mit der Darstellung des Heiligen Prokop von Sázava, gefunden in Karlova Huť (Beispiel für Gitterguss)
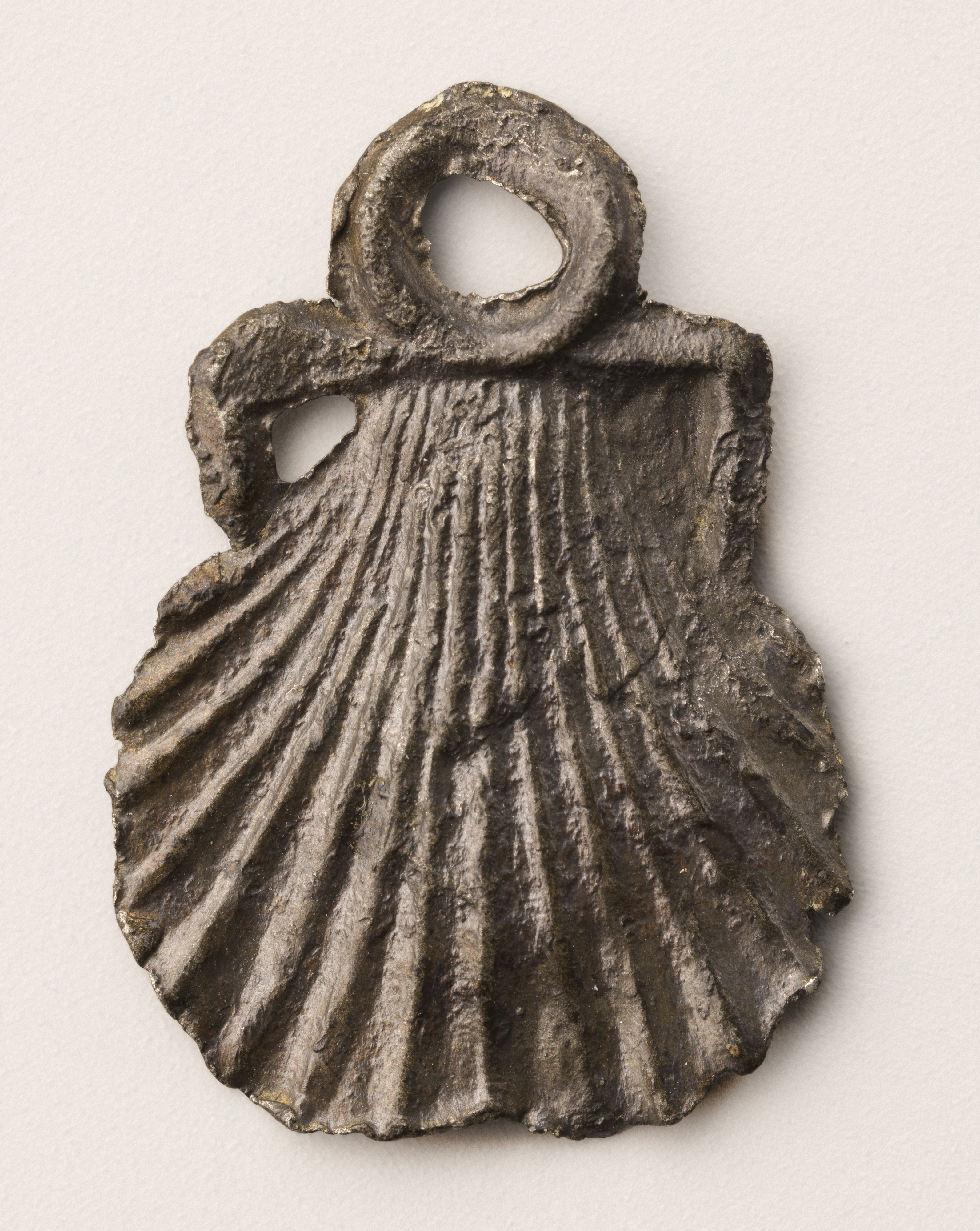
Pilgerzeichen aus Blei in Form einer Jakobsmuschel
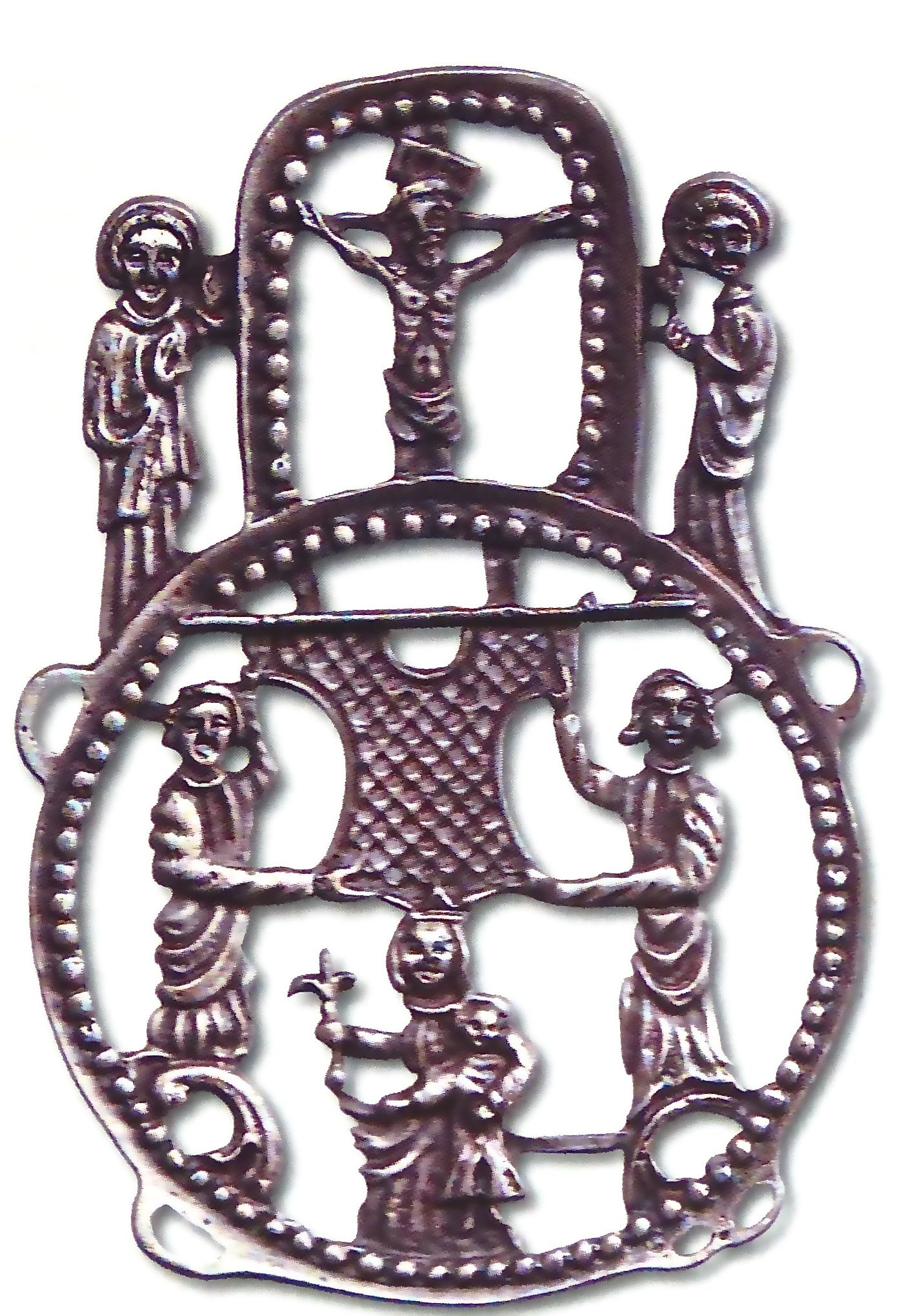
Moderner Nachguss eines Aachener Pilgerzeichens von 1330

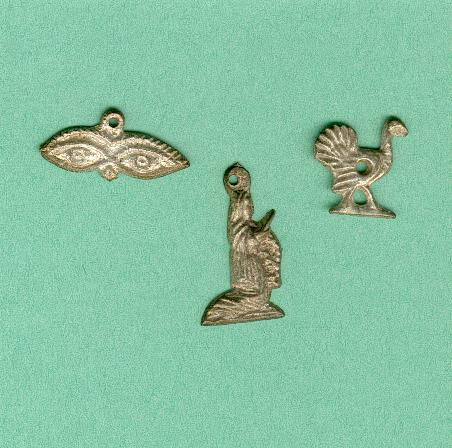
Neuzeitliche Pilgerzeichen aus Guadalajara (Mexiko)

## Entwicklung und Erforschung
Der Brauch der Pilgerzeichen erreichte seinen Höhepunkt im 14. und 15. Jahrhundert. So wurden im Jahr 1466 im Kloster Einsiedeln binnen zweier Wochen 130.000 Pilgerzeichen verkauft, 1519 und 1520 wurde bei der Wallfahrt zur „Schönen Maria“ in St. Kassian in Regensburg ein Umsatz von 119.370 Pilgerzeichen aus Blei und 12.193 Stücken aus Silber verzeichnet. Gegen 1530 kommt überall in Mitteleuropa, auch in katholischen Gegenden, die Ausgabe von Pilgerzeichen zum Erliegen. In einigen Regionen lebt der Glaube an die Schutzwirkung von Pilgerzeichen aber bis heute fort.
Für Historiker sind Funde von Pilgerzeichen – beispielsweise als Grabbeigaben – bedeutend, da sie geeignet sind, Pilgerzüge und Reisewege im Mittelalter zu belegen.
Größere Sammlungen von Pilgerzeichen befinden sich unter anderem im Germanischen Nationalmuseum in Nürnberg, im Focke-Museum Bremen, im Museum of London oder im Musée national du Moyen Âge in Paris.